# Línea 566 (Interurbanos Madrid)
La línea 566 de la red de autobuses interurbanos de Madrid une Boadilla del Monte con Pozuelo de Alarcón por la urbanización Montepríncipe.

## Características
Esta línea une los dos municipios citados, en un trayecto de 45 minutos de duración entre cabeceras.
Curiosamente, y al contrario de la inmensa mayoría de líneas interurbanas del CRTM, su recorrido parte desde la corona tarifaria B2 y termina en la corona tarifaria B1, cuando lo habitual es que el final de la línea se encuentre más alejado que el inicio.
La línea no mantiene los mismos horarios todo el año, los meses de julio y agosto se reducen el número de expediciones, además de los días excepcionales vísperas de festivo y festivos de Navidad en los que los horarios también cambian y se reducen.
Está operada por Avanza Movilidad Integral mediante la concesión administrativa VCM-601 - Madrid – Pozuelo de Alarcón –  Majadahonda – Alcorcón (Viajeros Comunidad de Madrid) del Consorcio Regional de Transportes de Madrid.

## Horarios

### 1 septiembre - 30 junio
| Lunes a viernes laborables | Lunes a viernes laborables | Sábados laborables, domingos y festivos | Sábados laborables, domingos y festivos |
| Boadilla > Pozuelo         | Pozuelo > Boadilla         | Boadilla > Pozuelo                      | Pozuelo > Boadilla                      |
| 07:20                      | 06:40                      | 08:15                                   | 07:40                                   |
| 08:00                      | 07:20                      | 09:25                                   | 08:50                                   |
| 08:40                      | 08:00                      | 10:35                                   | 10:00                                   |
| 09:20                      | 08:40                      | 11:45                                   | 11:10                                   |
| 10:00                      | 09:20                      | 12:55                                   | 12:20                                   |
| 10:40                      | 10:00                      | 14:05                                   | 13:30                                   |
| 11:20                      | 10:40                      | 15:15                                   | 14:40                                   |
| 12:00                      | 11:20                      | 16:25                                   | 15:50                                   |
| 12:40                      | 12:00                      | 17:35                                   | 17:00                                   |
| 13:20                      | 12:40                      | 18:45                                   | 18:10                                   |
| 14:00                      | 13:20                      | 19:55                                   | 19:20                                   |
| 14:40                      | 14:00                      | 21:05                                   | 20:30                                   |
| 15:20                      | 14:40                      | 22:15                                   | 21:40                                   |
| 16:00                      | 15:20                      | 23:25                                   | 22:50                                   |
| 16:40                      | 16:00                      |                                         |                                         |
| 17:20                      | 16:40                      |                                         |                                         |
| 18:00                      | 17:20                      |                                         |                                         |
| 18:40                      | 18:00                      |                                         |                                         |
| 19:20                      | 18:40                      |                                         |                                         |
| 20:00                      | 19:20                      |                                         |                                         |
| 20:40                      | 20:00                      |                                         |                                         |
| 21:20                      | 20:40                      |                                         |                                         |
| 22:00                      | 21:20                      |                                         |                                         |
| 22:40                      | 22:00                      |                                         |                                         |

### 1 julio - 31 agosto
| Lunes a viernes laborables | Lunes a viernes laborables | Sábados laborables, domingos y festivos | Sábados laborables, domingos y festivos |
| Boadilla > Pozuelo         | Pozuelo > Boadilla         | Boadilla > Pozuelo                      | Pozuelo > Boadilla                      |
| 07:40                      | 07:00                      | 08:20                                   | 07:40                                   |
| 09:00                      | 08:20                      | 09:40                                   | 09:00                                   |
| 10:20                      | 09:40                      | 11:00                                   | 10:20                                   |
| 11:40                      | 11:00                      | 12:20                                   | 11:40                                   |
| 13:00                      | 12:20                      | 13:40                                   | 13:00                                   |
| 14:20                      | 13:40                      | 15:00                                   | 14:20                                   |
| 15:40                      | 15:00                      | 16:20                                   | 15:40                                   |
| 17:00                      | 16:20                      | 17:40                                   | 17:00                                   |
| 18:20                      | 17:40                      | 19:00                                   | 18:20                                   |
| 19:40                      | 19:00                      | 20:20                                   | 19:40                                   |
| 21:00                      | 20:20                      | 21:40                                   | 21:00                                   |
| 22:20                      | 21:40                      | 23:00                                   | 22:20                                   |

## Recorrido y paradas

### Sentido Pozuelo
| Código | Parada                                          | Común con                                              | Conexiones con Metro Ligero | Municipio          | Zona |
| ------ | ----------------------------------------------- | ------------------------------------------------------ | --------------------------- | ------------------ | ---- |
| 17902  | Pza. Virgen de Las Angustias - Est. Nuevo Mundo |                                                        | Nuevo Mundo                 | Boadilla del Monte |      |
| 11645  | Ronda - Centro De Salud                         | 571 573 574                                            |                             | Boadilla del Monte |      |
| 15075  | Ronda - Ruperto Chapí                           | 571 573 574                                            |                             | Boadilla del Monte |      |
| 17172  | Ctra. Villaviciosa - Est. Ferial de Boadilla    | 567 573 575 2 3                                        | Ferial de Boadilla          | Boadilla del Monte |      |
| 09915  | Ctra. Villaviciosa - Guardia Civil              | 567 575 2 3                                            |                             | Boadilla del Monte |      |
| 15568  | Ctra. Majadahonda - Av. Adolfo Suárez           | 567 571 573 574 575 1 2 3                              |                             | Boadilla del Monte |      |
| 15065  | Ctra. Majadahonda - Est. Boadilla Centro        | 567 571 573 574 575 1 2 3                              | Boadilla Centro             | Boadilla del Monte |      |
| 08919  | Ctra. M-513 - Polideportivo Piscinas            | 571 573                                                |                             | Boadilla del Monte |      |
| 08745  | Av. Montepríncipe - Urb. Prado Largo            | 571 573                                                |                             | Boadilla del Monte |      |
| 11978  | Av. Montepríncipe - Hospital Montepríncipe      | 571 573                                                |                             | Boadilla del Monte |      |
| 08748  | Av. Montepríncipe - Centro Comercial            | 571 573                                                |                             | Boadilla del Monte |      |
| 08749  | Av. Montepríncipe - Gerencia                    | 571 573                                                |                             | Boadilla del Monte |      |
| 08750  | P.º Tilos - Sauces                              |                                                        |                             | Boadilla del Monte |      |
| 08751  | P.º Sauces Nº21                                 |                                                        |                             | Boadilla del Monte |      |
| 08752  | P.º Sauces - P.º Cedros                         |                                                        |                             | Boadilla del Monte |      |
| 08753  | P.º Sauces Nº7                                  |                                                        |                             | Boadilla del Monte |      |
| 08754  | P.º Sauces - P.º Olmos                          |                                                        |                             | Boadilla del Monte |      |
| 08758  | Av. Montepríncipe - Facultad Informática        | 571 573                                                |                             | Boadilla del Monte |      |
| 08768  | Av. Montepríncipe - Gerencia                    | 571 573                                                |                             | Boadilla del Monte |      |
| 08747  | Av. Montepríncipe - Centro Comercial            | 571 573                                                |                             | Boadilla del Monte |      |
| 11979  | Av. Montepríncipe - Hospital Montepríncipe      | 571 573                                                |                             | Boadilla del Monte |      |
| 08746  | Av. Montepríncipe - Urb. Prado Largo            | 571 573                                                |                             | Boadilla del Monte |      |
| 11672  | Ctra. M-513 - Av. Monte Alina                   |                                                        |                             | Boadilla del Monte |      |
| 08724  | Ctra. M-513 - La Viña de Los Aguiluces          | 656A                                                   |                             | Pozuelo de Alarcón |      |
| 08722  | Ctra. Boadilla - Ctra. M-503                    | 656A                                                   |                             | Pozuelo de Alarcón |      |
| 08703  | José Navarro Reverter - Felipe Alfaro           | 561 561A 561B 650B 656A 657                            |                             | Pozuelo de Alarcón |      |
| 18368  | Ctra. M-515 - Javier Fdez. Golfín               | 561 561A 561B 650B 656A 657                            |                             | Pozuelo de Alarcón |      |
| 06478  | Antonio Becerril - Javier Fdez. Golfín          | 561 561A 561B 562 564 650B 656 656A 657 3              |                             | Pozuelo de Alarcón |      |
| 06445  | Antonio Becerril - Ayuntamiento                 | 561 561A 561B 562 564 650B 656 656A 657 657A 815 1 2 3 |                             | Pozuelo de Alarcón |      |
| 08700  | Crta. Carabanchel - Cirilo Palomo               | 561 561A 561B 562 564 650B 657 657A 658 815 1 3        |                             | Pozuelo de Alarcón |      |
| 09375  | Ctra. Húmera - Atenas                           | 563 658A                                               |                             | Pozuelo de Alarcón |      |
| 20777  | Av. Europa - Ctra. de Húmera                    | 657 657A 2                                             |                             | Pozuelo de Alarcón |      |
| 06859  | Av. Europa - Cerro de los Perdigones            | 657 657A 2                                             |                             | Pozuelo de Alarcón |      |
| 06547  | Av. Europa - Av. España                         | 657 657A 2                                             |                             | Pozuelo de Alarcón |      |
| 09047  | Av. Pablo VI - París                            | 560 561 561A 561B 562 650B 657 657A 658 815 1 2 3      |                             | Pozuelo de Alarcón |      |

### Sentido Boadilla
| Código | Parada                                          | Común con                                         | Conexiones con Metro Ligero | Municipio          | Zona |
| ------ | ----------------------------------------------- | ------------------------------------------------- | --------------------------- | ------------------ | ---- |
| 09047  | Av. Pablo VI - París                            | 560 561 561A 561B 562 650B 657 657A 658 815 1 2 3 |                             | Pozuelo de Alarcón |      |
| 08679  | Chinchón - Cirilo Palomo                        | 561 561A 561B 650A 657A 658 1                     |                             | Pozuelo de Alarcón |      |
| 06444  | Antonio Becerril - Ayuntamiento                 | 561 561A 561B 650A 657A 1                         |                             | Pozuelo de Alarcón |      |
| 08701  | Javier Fdez. Golfín - Parque d. Juan Borbón     | 561 561A 561B 650A 657                            |                             | Pozuelo de Alarcón |      |
| 10980  | José Navarro Reverter - Felipe Alfaro           | 656A                                              |                             | Pozuelo de Alarcón |      |
| 08704  | Ctra. Boadilla - Ctra. M-503                    | 656A                                              |                             | Pozuelo de Alarcón |      |
| 11673  | Ctra. M-513 - Cañada Carrera                    |                                                   |                             | Boadilla del Monte |      |
| 08740  | Ctra. M-513 - Av. Monte Alina                   |                                                   |                             | Boadilla del Monte |      |
| 08745  | Av. Montepríncipe - Urb. Prado Largo            | 571 573                                           |                             | Boadilla del Monte |      |
| 11978  | Av. Montepríncipe - Hospital Montepríncipe      | 571 573                                           |                             | Boadilla del Monte |      |
| 08748  | Av. Montepríncipe - Centro Comercial            | 571 573                                           |                             | Boadilla del Monte |      |
| 08749  | Av. Montepríncipe - Gerencia                    | 571 573                                           |                             | Boadilla del Monte |      |
| 08771  | Av. Montepríncipe - Facultad Informática        | 571 573                                           |                             | Boadilla del Monte |      |
| 08762  | P.º Sauces - P.º Olmos                          |                                                   |                             | Boadilla del Monte |      |
| 08764  | P.º Sauces Nº8                                  |                                                   |                             | Boadilla del Monte |      |
| 08765  | P.º Sauces - P.º Cedros                         |                                                   |                             | Boadilla del Monte |      |
| 08766  | P.º Sauces Nº14                                 |                                                   |                             | Boadilla del Monte |      |
| 08767  | P.º Tilos - Sauces                              |                                                   |                             | Boadilla del Monte |      |
| 08768  | Av. Montepríncipe - Gerencia                    | 571 573                                           |                             | Boadilla del Monte |      |
| 08747  | Av. Montepríncipe - Centro Comercial            | 571 573                                           |                             | Boadilla del Monte |      |
| 11979  | Av. Montepríncipe - Hospital Montepríncipe      | 571 573                                           |                             | Boadilla del Monte |      |
| 08746  | Av. Montepríncipe - Urb. Prado Largo            | 571 573                                           |                             | Boadilla del Monte |      |
| 08918  | Ctra. M-513 - Polideportivo Piscinas            | 571 573                                           |                             | Boadilla del Monte |      |
| 12296  | Ctra. Majadahonda - Est. Boadilla Centro        | 567 571 573 574 575 1 2 3                         | Boadilla Centro             | Boadilla del Monte |      |
| 15066  | Ctra. Majadahonda - Av. Adolfo Suárez           | 567 571 573 574 575 1 2 3                         |                             | Boadilla del Monte |      |
| 17479  | Ctra. Majadahonda - Guardia Civil               | 567 575 2 3                                       |                             | Boadilla del Monte |      |
| 17170  | Ctra. Villaviciosa - Est. Ferial de Boadilla    | 567 575 2 3                                       | Ferial de Boadilla          | Boadilla del Monte |      |
| 12183  | Ronda - Ruperto Chapí                           | 571 573 574                                       |                             | Boadilla del Monte |      |
| 12607  | Pza. Virgen de Las Angustias - Est. Nuevo Mundo | 571 573 574                                       | Nuevo Mundo                 | Boadilla del Monte |      |
| 17902  | Pza. Virgen de Las Angustias - Est. Nuevo Mundo |                                                   | Nuevo Mundo                 | Boadilla del Monte |      |